# Luis Corvalán
Luis Nicolás Corvalán Lepe (Pelluco, 14 settembre 1916 – Santiago del Cile, 21 luglio 2010) è stato un politico, giornalista e docente cileno.
Fu Segretario Generale del Partito Comunista del Cile (PCCh) per più di trent'anni.

## Biografia
Studiò nel Liceo di Tomé e alla Escuela Normal de Chillán, diplomandosi professore "normalista" nel 1934; lavorò come redattore quindi nei giornali comunisti Frente Popular e El Siglo. Era entrato nel Partito Comunista del Cile (PCCh) nel 1932; nel 1947, a seguito della messa fuori legge del Partito, fu detenuto nei campi di concentramento di Pitrufquén e di Pisagua. Nel 1950 fu eletto membro del Comitato Centrale e nel 1958 Segretario Generale, incarico che mantenne fino al 1990.
Promotore della linea politica che aspirava a costruire il socialismo in Cile senza violenza, fu uno dei principali realizzatori della coalizione Unidad Popular, a partire dal 1969. Fu eletto senatore varie volte: nel Settimo collegio provinciale tra il 1961 e il 1969 e nel Terzo collegio provinciale nel 1969. In conseguenza del sanguinoso colpo di Stato dell'11 settembre 1973, che rovesciò e uccise il presidente Salvador Allende, Corvalán fu arrestato senza processo, detenuto e deportato ad isola Dawson, poi nel campo di concentramento di Ritoque y Tres Alamos. Durante la sua detenzione gli fu conferito il Premio Lenin per la pace (1973-74).
Nel 1976 il regime militare del generale Augusto Pinochet, ordinò la liberazione di 200 prigionieri politici; in seguito ad un'intensa campagna dell'opinione pubblica internazionale, il Cile e l'URSS si accordarono per la liberazione di Corvalán in cambio del dissidente sovietico Vladimir Bukovsky; lo scambio avvenne a Zurigo il 18 dicembre 1976. Corvalán ottenne asilo politico nell'URSS e ritornò in Cile clandestinamente nel 1980 e legalmente nel 1988, quando poté partecipare alla ripresa delle libere istituzioni democratiche.
Nel 1989 lasciò l'incarico di Segretario Generale del PCCh, di cui restò però uno dei principali dirigenti, come membro del Comitato Centrale. Negli ultimi anni, meno impegnato nella politica attiva, si dedicò a scrivere libri come El Gobierno de Salvador Allende (2003) e Los Comunistas y la Democracia (2008). Ha rilasciato, durante il suo soggiorno in Russia, alcune interviste in russo. Luis Corvalán è deceduto nel suo domicilio a Santiago del Cile, il 21 luglio 2010.

Francobollo della Repubblica Democratica Tedesca con l'effigie di Corvalán.

## Opere
- Ricardo Fonseca, combatiente ejemplar (1971)
- De lo vivido y lo peleado. Memorias (1997)
- Entrevista con Margot Honecker (2002)
- El Gobierno de Salvador Allende (2003)[6]
- Los comunistas y la democracia (2008)[6]